# Трети вселенски събор
Третият вселенски събор или Ефеският събор се провежда в град Ефес през 431 г. Свикан е от император Теодосий II, за да осъди учението на константинополския епископ Несторий, според когото Исус имал две лица – едното – Божествено, а другото е човешко. Според Несторий Божията майка не трябва да се нарича Богородица, а Христородица. Светата Църква се възмущава и от лъжеучението му, че Исус Христос се е родил като прост селянин, а после божествен дух се присъединил в тялото Му.
Срещу несторианското учение се изправя патриарх Кирил Александрийски опитвайки се да вразуми Несторий, но той продължава да разнася възгледите си. Римския папа Целестин I и цариградския патриарх излизат със становище пред император Теодосий II (408-450), че трябва да се свика нов Вселенски събор.

## Заседания
Третия вселенски събор е открит на 22 юни 431 г. на Петдесетница. Осъжда и анатемосва Несторий и потвърждава (за по-голяма яснота: това се потвърждава от Четвъртия Вселенски Събор - наречен Халкидонски от 451), че Иисус Христос има две природи – божествена и човешка, и една личност:
1. Иисус Христос е напълно и изцяло Бог.
2. Иисус Христос е напълно и изцяло човек.
3. Иисус Христос не е две личности, а една.

Третият събор (Ефес, 431 г.) постановява, че Дева Мария е Богородица, „родила Бога“, или „Божия Майка“. В това прозвище имплицитно се съдържа твърдение не за Девата преди всичко, а за Христос: Бог се роди. Девата е Майка не на човешка личност, съединена с божествената личност на Логоса, а на една-единствена, неразделна личност, която е Бог и човек едновременно. Богородица е призната като винаги Дева.
Ефеският събор издава дванадесет анатеми предназначени срещу несторианството.
Съборът е закрит на 31 юли 431 г.